# Kornat (Insel)
Kornat (Italienisch Incoronata) ist eine längliche kroatische Insel in der Adria. Sie gehört zur Gruppe der Kornaten.

## Lage

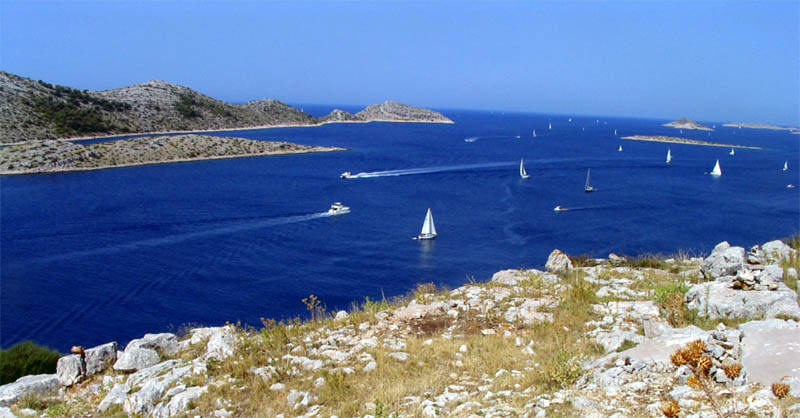
Blick von der Insel Kornat Richtung Nordwest

Mit 32,44 km² ist sie die größte Insel vor Šibenik. Sie schließt sich südlich von Dugi Otok an und ist umgeben von vielen unbewohnten kleinen Inseln.

## Geschichte
Bereits während des Neolithikums lebten Menschen auf Kornat. Darauf weisen Funde von steinernen Äxten auf dem Feld Zejkovac unterhalb des Berges Pedinka auf der Insel hin. Die ersten sicher bestätigten Kolonisationen der Inseln datieren aus der Zeit der Illyrer. Auch die Römer hinterließen Spuren. Die Insel war danach bis ins 13. Jahrhundert nur sehr dünn besiedelt.

## Belege
1. ↑  Duplančić Leder, T.; Ujević, T.; Čala, M. (2004): Duljine obalne crte i površine otoka na hrvatskom dijelu Jadranskog mora određene s topografskih karata mjerila 1:25 000, Geoadria, Vol. 9, No. 1, 5-32.